# Блок опозиційних сил
Блок опозиційних сил (до 27.05.2019 Партія розвитку України) — політична партія, що створена в Україні переважно з колишніх членів Партії регіонів.
На початку 2020 року Міністерство юстиції України подало позов щодо ліквідації партії серед 48 подібних, що не брали участь у виборах протягом 10 років.

## Історія створення
11 червня 2014 року в Києві відбувся Форум розвитку України за участю понад 150 делегатів. На їх думку, в Україні на часі є створення нової політичної сили, першочерговими завданнями якої будуть об'єднання країни, боротьба з корупцією, створення нових робочих місць.
За підсумками обговорення Форум розвитку України вирішив створити центристську партію з назвою Партія розвитку України та провести установчий з'їзд нової політичної сили протягом місяця.
21 червня 2014 в Києві відкрився ІІІ-й (позачерговий) з'їзд Партії розвитку України, в якому взяли участь 945 делегатів від усіх областей країни.
Нова партія створена шляхом перейменування Прогресивно-демократичної партії. Народний депутат Юрій Мірошниченко висловив на з'їзді думку, що колишні члени Партії Регіонів увійдуть до Партії розвитку України.
Виконуючим обов'язки голови нової партії з'їзд обрав колишнього заступника голови Адміністрації Президента (В. Януковича) Сергія Ларіна.
Головою Національного комітету Партії розвитку України обрано депутата і екс-представника президента Януковича у парламенті Юрія Мірошниченка. Заступниками голови Нацкомітету стали колишній голова Одеської ОДА Микола Скорик та позафракційна депутат Ірина Горіна.
Виконавчий комітет партії очолив екс-заступник адміністрації президента Януковича Сергій Ларін. Крім того, з'їзд затвердив програму і статут партії.
27 травня 2019 року було зареєстровано зміну назви партії на «Блок опозиційних сил». Про причини такого кроку публічно не повідомлялося.

## Партія розвитку України на політичній мапі
Партію розвитку України аналітики Міжнародного центру перспективних досліджень (МЦПД) «Inside Ukraine» називають результатом ребрендингу однієї з груп у Партії регіонів і бажанням Сергія Льовочкіна розпочати відкриту самостійну гру на українській політичній шахівниці.
Ця політична сила може претендувати на частину електорату Партії регіонів, який перебуває у вакуумі невизначеності після Євромайдану і президентських виборів 2014.

## Ставлення партії до російської агресії проти України
Під час установчої конференції ПРУ у Миколаєві 8 серпня 2014 з вуст виступаючих прозвучала низка проросійських заяв. Так, голова виконкому партії Сергій Ларін відповів на запитання журналіста щодо війни на Донбасі:
|                                     | Я засуджую будь-яку агресію, в тому числі і ту яка сьогодні є. Але я вважаю, що держава і влада, яка є, вона повинна робити все сьогодні щоб був мир. Я вважаю, що сьогодні влада не використала всіх важелів для того щоб був мир, в тому числі, не використала всіх важелів коли йшов від нас Крим. |
| — Пряма мова з відеозапису брифінгу | |

 А на запитання журналіста стосовно допомоги армії, Сергій Ларін відповів:
|                                     | Ми допомагаємо тим, хто постраждав від армії. Ми вибрали таку місію для партії. Дітям та сім'ям загиблих, які постраждали від військових дій. |
| — Пряма мова з відеозапису брифінгу | |

Член виконкому ПРУ Микола Машкін заявив, що в Криму не відбувся акт анексії, і що АТО є «каральною операцією». Голова миколаївської обласної організації ПРУ В'ячеслав Рукоманов сказав, що «Якщо українців коли-небудь пошлють воювати проти росіян, треба стати на кордоні спина до спини і стріляти в тих, хто послав на війну» та підтвердив свою думку про те, що на Майдані стояли західноукраїнські радикали-націоналісти, що в Криму не відбувся акт анексії, а АТО є «каральною операцією».
Також в заклику Юрія Мірошниченка та ПРУ до Президента щодо оголошення трауру «за всіма загиблими мирним жителям на Донбасі» і відмови від параду на День незалежності ані словом не згадуються українські силовики, які гинуть від рук терористів на Донбасі.
На заході України в серпні 2014 пролунали заклики заборонити ПРУ, зокрема в м. Коломия, Івано-Франківської області депутати міськради проголосували за заборону легалізації (державної реєстрації) цієї партії на території міста. Депутати Івано-Франківської облради також проголосували про заборону державної реєстрації партії на Прикарпатті

## Ключові особи партії
| - Льовочкін Сергій Володимирович - Ларін Сергій Миколайович - Мірошниченко Юрій Романович - Шаталов Олександр Сергійович - Єрмолаєв Андрій Васильович - Скорик Микола Леонідович - Горіна Ірина Анатоліївна. | Керівники партії: 1. до 24.06.2019 — Мірошниченко Юрій Романович 2. з 24.06.2019 до 09.01.2020 — Харченко Валерій Феодосійович 3. з 09.01.2020 — Коробов Олег Ігорович. |

## Участь у виборах

### Парламентські вибори 2014
14 вересня 2014, напередодні оголошених Президентом України П. Порошенком позачергових виборів народних депутатів, відбувся форум «Опозиційного блоку», до якого увійшли шість партій, у тому числі Партія розвитку. Передбачалося, що вона має стати «стрижнем» блоку.
21 вересня було поширено заяву, що партія не братиме участі у виборах в умовах ведення воєнних дій на сході країни, коли мільйони виборців будуть позбавлені права взяти участь у волевиявленні. Однак, членам партії дозволено брати участь у виборах у прийнятний для них спосіб за умови призупинення членства.
Після 24 вересня 2014 року сайт партії не оновлюється.

### Вибори Президента України 2019
17 листопада 2018 лідер партії, народний депутат Юрій Мірошниченко, повідомив, що партія долучається на президентських виборах 2019 року до об'єднання «Опозиційна платформа — За Життя», що висуне кандидатом у Президенти Юрія Бойка.

## Участь Пола Манафорта
Відомий політехнолог Пол Манафорт був у складі американських радників, що працювали для партії у 2014 році. Тоді він розробив для неї гасла (наприклад, англ. Make Ukraine work again, або «Повернути Україну до роботи»), які були пізніше перероблені для іншого клієнта Манафорта — Дональда Трампа.